# Kundasang War Memorial

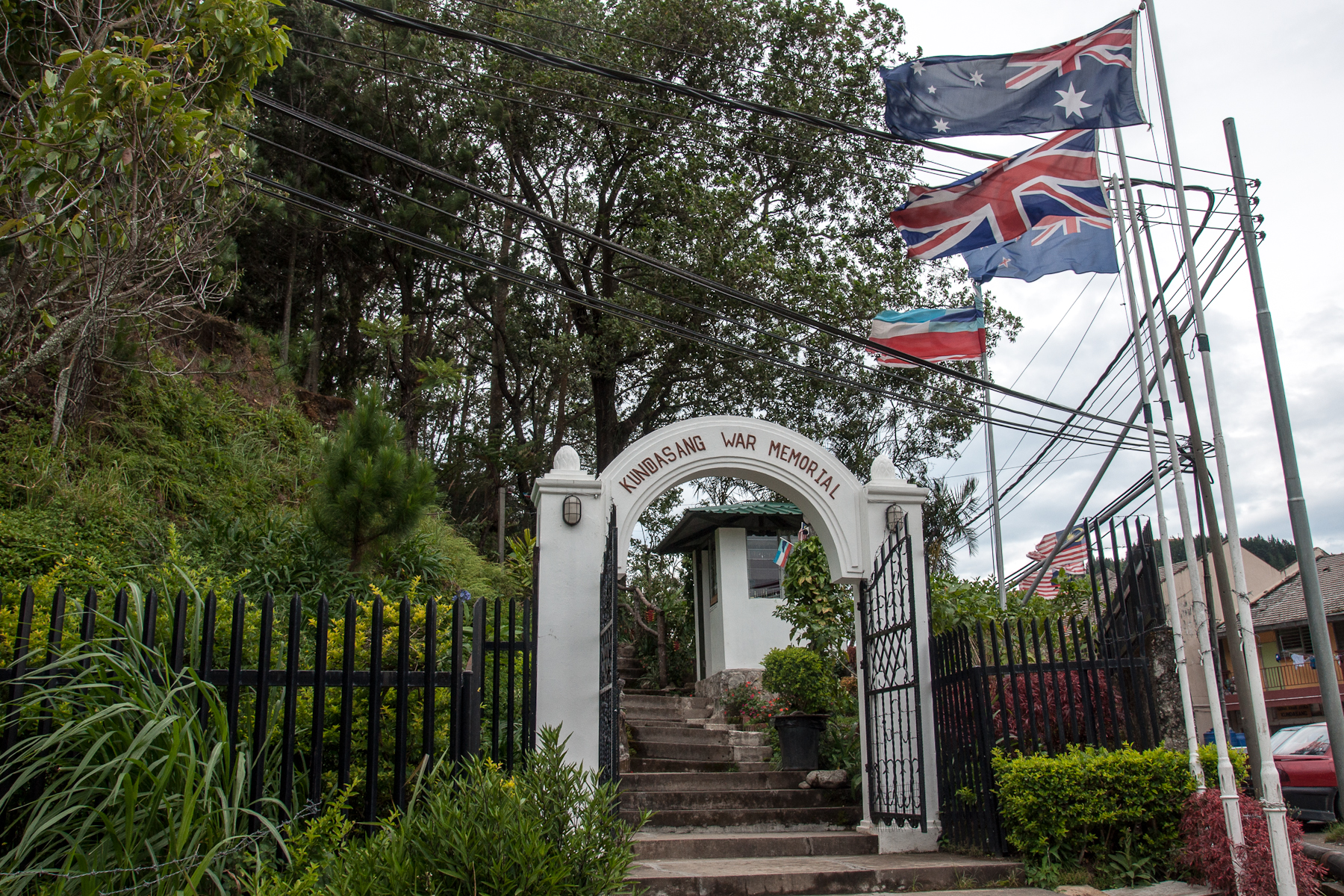
Der Eingang zur Gedenkstätte

Das Kundasang War Memorial oder (mal.) Tugu Peringatan Perang Kundasang ist eine Gedenkstätte in Kundasang im malaysischen Bundesstaat Sabah, die an die 2428 britischen und australischen Soldaten erinnert, die im Zweiten Weltkrieg im Kriegsgefangenenlager Sandakan, im Verlauf der Todesmärsche und in Ranau starben. Außerdem würdigt sie das Leiden und die Opfer der einheimischen Bevölkerung.

## Lage
Die Gedenkstätte liegt in der Kleinstadt Kundasang, etwa 55 Kilometer westlich der Landeshauptstadt Kota Kinabalu.

## Geschichte

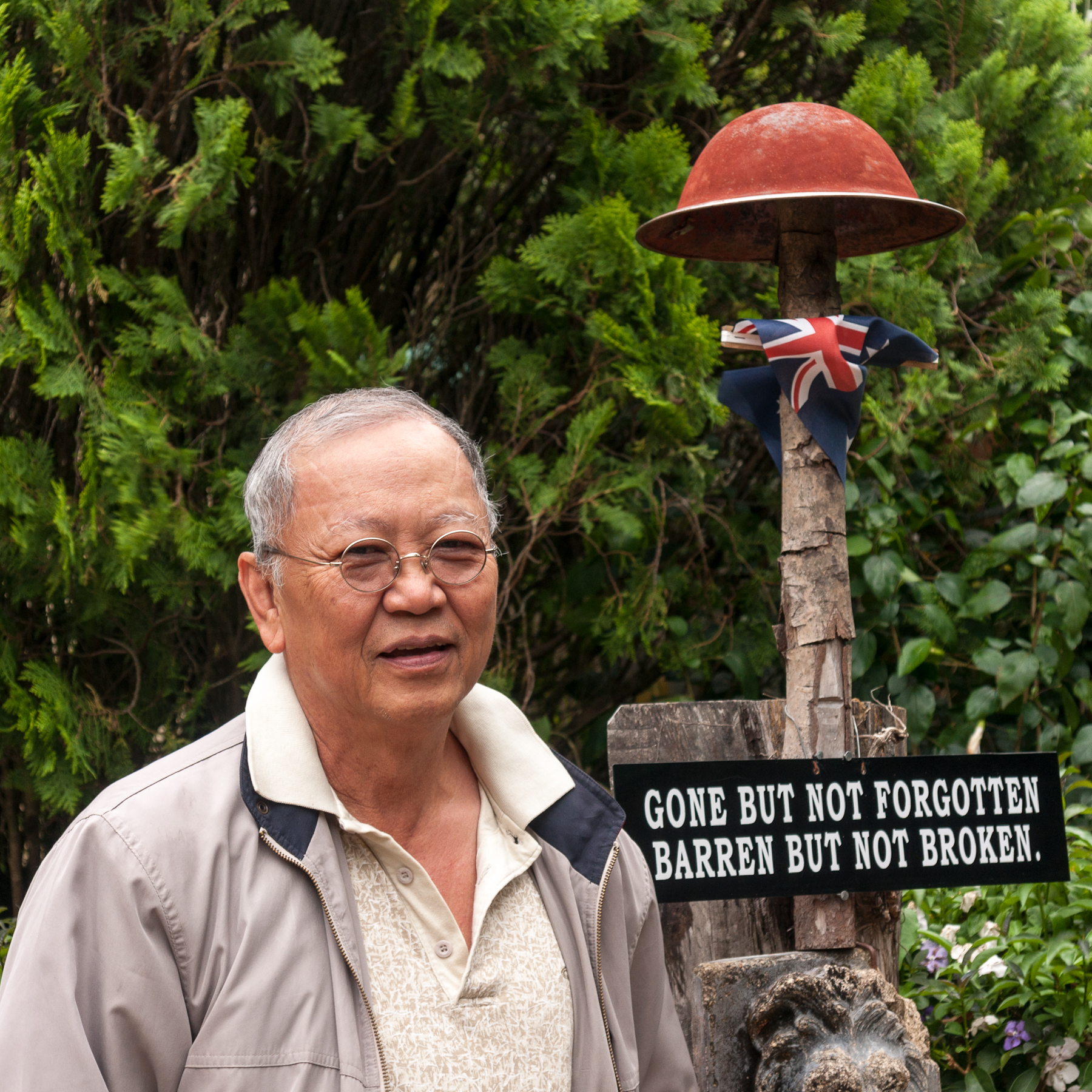
Sevee Charuruks AM, MBE

Die an eine Befestigungsanlage erinnernde Gedenkstätte geht auf Major G.S. Carter DSO, einem neuseeländischen Kriegsveteranen und Angestellten der Shell Oil Co. (Borneo) zurück, der im Jahr 1962 den Anstoß zum Bau der Gedenkstätte gab. Die architektonischen Planungen führte J.C. Robinson, ein einheimischer Architekt, aus.
Die Gedenkstätte verfiel jedoch im Laufe der folgenden Jahrzehnte zusehends, bis sich im Jahr 2005 der aus Thailand gebürtige Pensionär Sevee Charuruks aus Kota Kinabalu in privater Initiative der Gedenkstätte annahm und sie mit eigenen Mitteln zu restaurieren begann. In den darauffolgenden Jahren beteiligte sich die australische Regierung mit mehreren Zuwendungen an der weiteren Restaurierung. So flossen RM 120.000 in die Umzäunung des Grundstücks, RM 350.000 in die „Australian Memorial Hall“, die der Vorführung von Dokumentarfilmen dient, RM 120.000 in den Abriss und Wiederaufbau der Betonwand im Contemplation Garden und RM 14.000 in die Errichtung des Confrontation Memorial.
Für seinen ehrenamtlichen Einsatz wurde Charuruks im Jahr 2007 von Queen Elizabeth II mit dem Orden „Member of the Most Excellent Order of the British Empire (MBE)“ ausgezeichnet. Die australische Regierung zeichnete ihn 2012 mit dem Orden „Member of the Order of Australia (AM)“ aus.

## Gliederung der Gedenkstätte

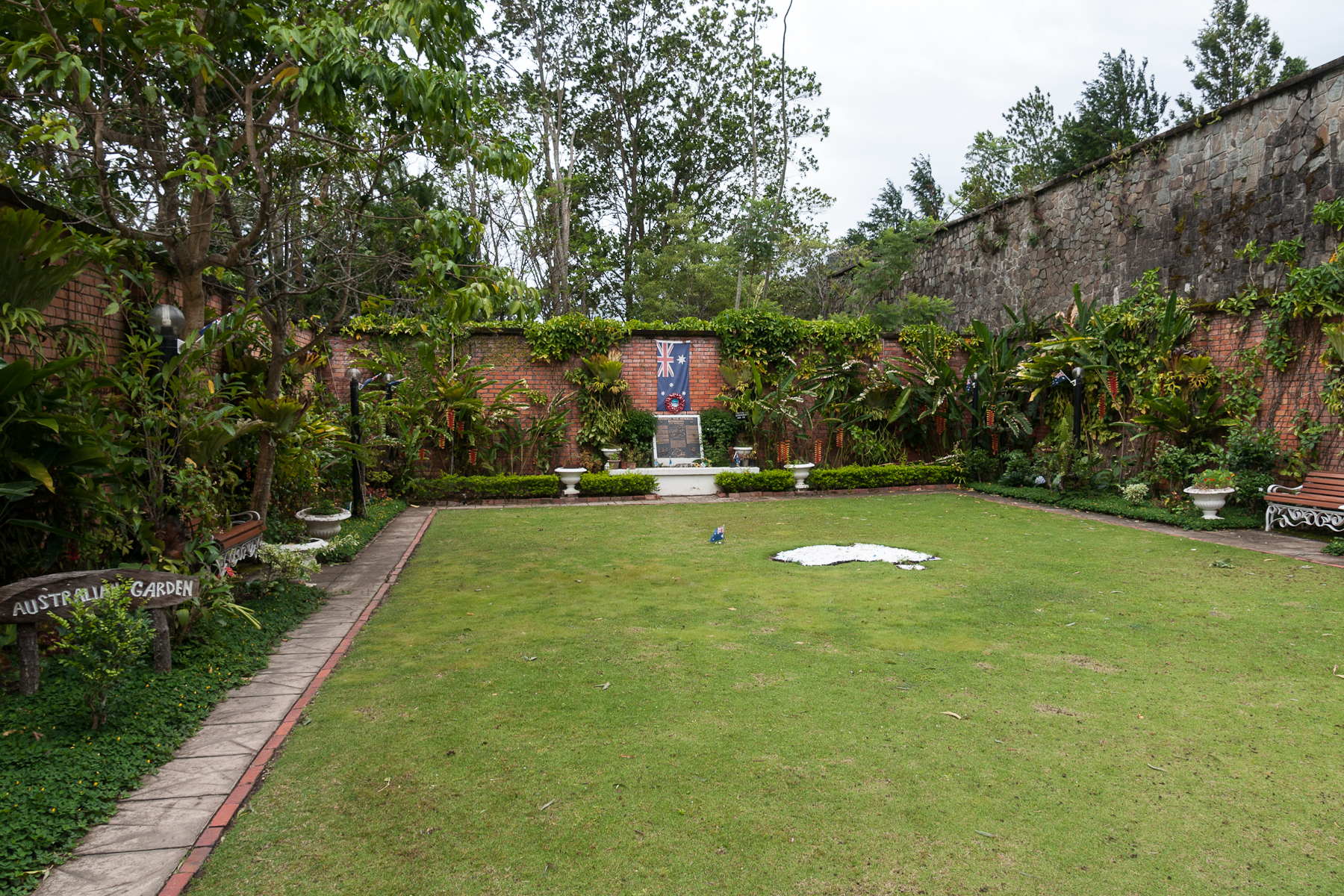
Der Australische Garten

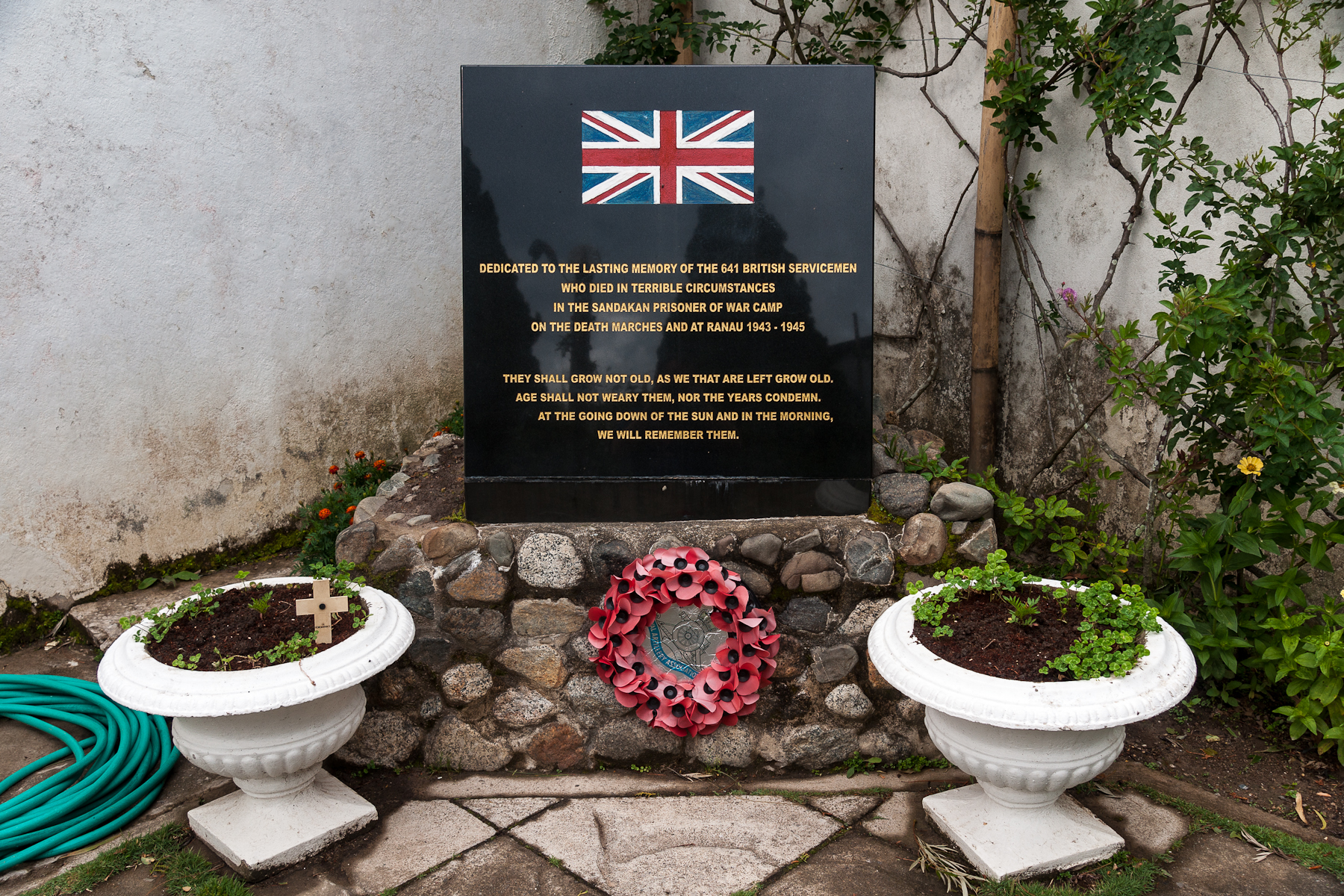
Gedenktafel im English Rose Garden

Die Gedenkstätte ist in vier ineinander übergehende Bereiche gegliedert, die durch einen Rundweg miteinander verbunden sind.
- Der Australische Garten,
- der Englische Rosengarten,
- der Borneogarten mit Wildblumen des Gunung Kinabalu und
- der „Kontemplationsgarten“.

Die ersten drei Gartenanlagen repräsentieren die Heimatländer der Opfer.

### Australischer Garten
Kernstück des Australischen Gartens ist die australische Flagge und eine Bronzetafel mit der Überschrift „Kinabalu War Memorial Kundasang and Australia“. Die vom Künstler Ross J. Bastiaan im Jahr 1998 geschaffene Tafel dokumentiert in englischer und malaiischer Sprache die Geschichte der britischen und australischen Kriegsgefangenen in Sabah. Unterhalb eines Reliefs von Borneo wird in englischer Sprache von der Entstehung der Gedenkstätte berichtet. Weitere Reliefbestandteile sind eine Gruppe von Kriegsgefangenen bei der Zwangsarbeit, ein Kriegsgefangener auf dem Todesmarsch von Sandakan nach Ranau und zwei Schmetterlinge. Im unteren Mittelteil der Platte befindet sich eine graphische Darstellung der Marschroute während der Todesmärsche.

### Englischer Rosengarten
Der den britischen Kriegsgefangenen gewidmete Garten ist als Rosengarten angelegt. Eine schwarze Marmorplatte mit der britischen Flagge trägt die Inschrift:
|  | Dedicated To The Lasting Memory Of The 641 British Servecemen Who Died In Terrible Circumstances In The Sandakan Prisoner Of War Camp On The Death Marches And At Ranau 1943–1945 They Shall Grow Not Old, As We That Are Left Grow Old Age Shall Not Weary Them, Nor The Years Condemn At The Going Down Of The Sun And In The Morning We Will Remember Them. |

### Borneogarten
Der Borneo Garden ist den aus Borneo stammenden Opfern gewidmet. Darunter werden vor allem diejenigen Einwohner Sabahs verstanden, die versucht hatten, den Kriegsgefangenen in irgendeiner Weise zu helfen und die dabei selbst getötet wurden. Im Borneogarten wachsen Pflanzen und Blumen, die in Sabah heimisch sind, insbesondere seltene Orchideenarten wie die ausschließlich am Kinabalu heimische Paphiopedilum rothschildianum, die zur Gattung der Paphiopedilum gehört.

### Kontemplationsgarten

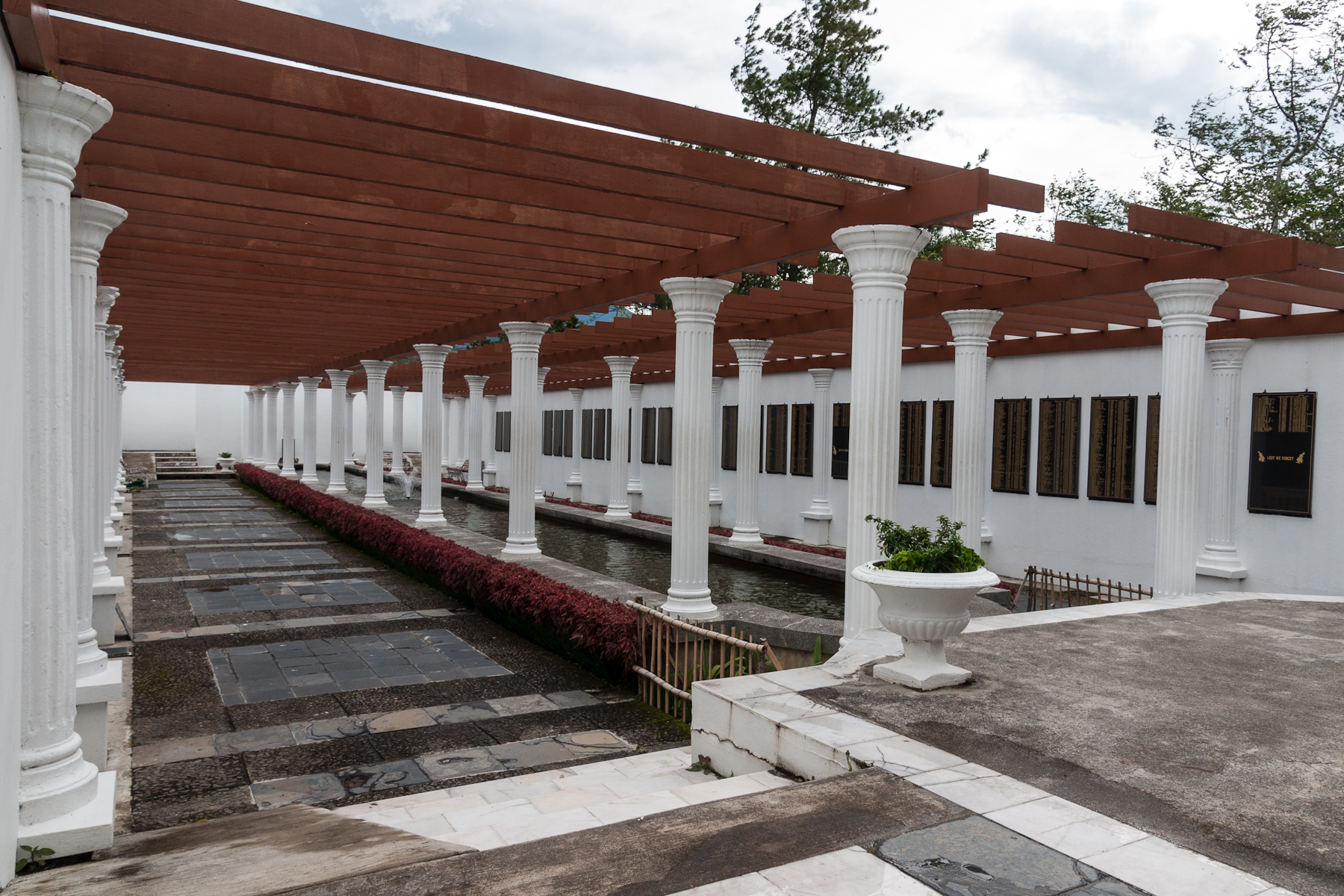
Contemplation Garden

Im Contemplation Garden führt ein säulenbestandener Gang um einen zum Kinabalu ausgerichteten länglichen Teich. Im Jahr 2011 wurden an der östlichen Wand Marmortafeln mit den Namen aller Opfer angebracht.

## P.O.W. Route

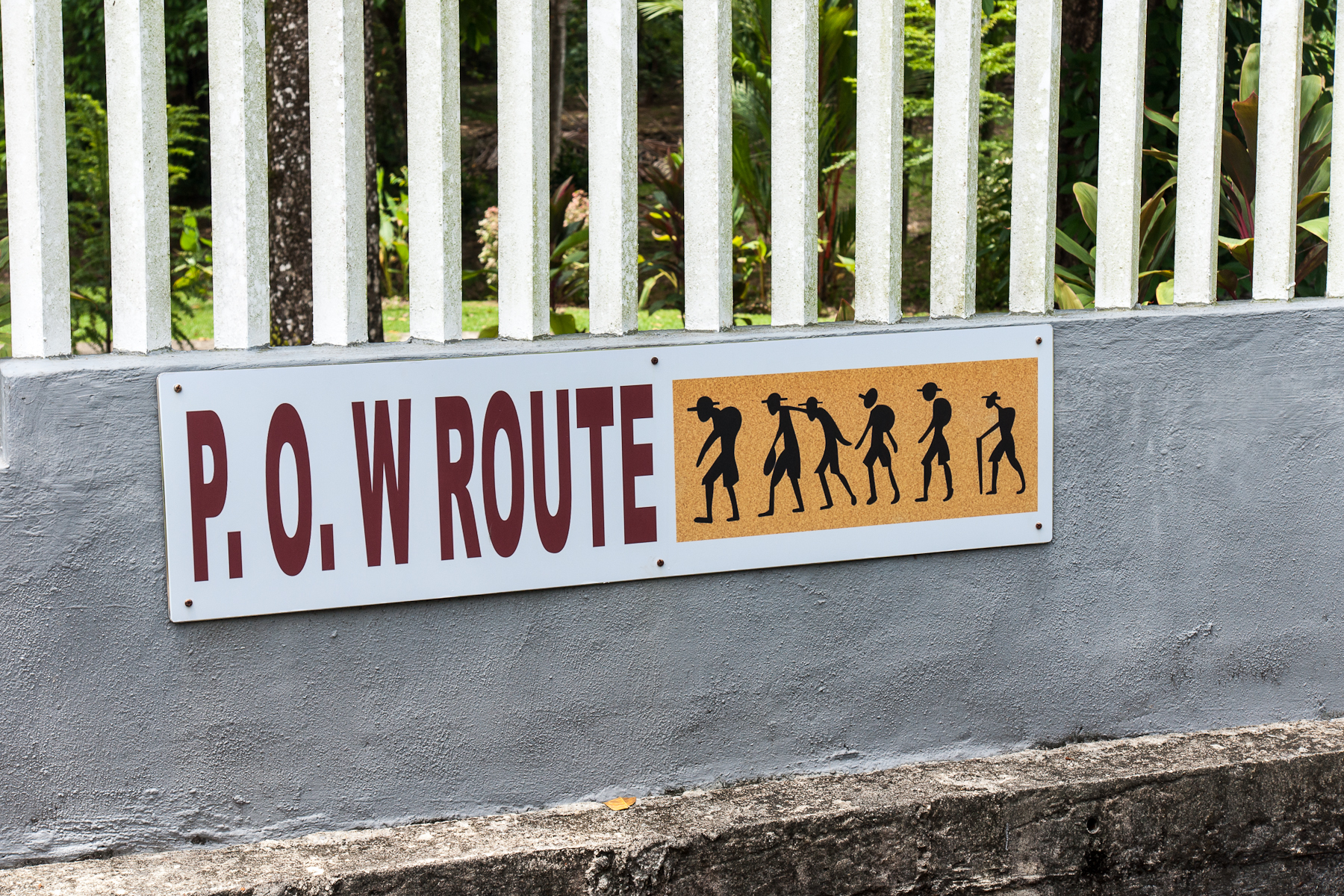
Markierung der „P.O.W. Route“

Das Kundasang War Memorial ist die letzte Station auf der „P.O.W. Route“, die die Stationen der drei Todesmärsche im Gelände markiert. Sie beginnt in Sandakan und endet an der Gedenkstätte in Kundasang. Die Stationen der Strecke sind mit einem Schild markiert.